# Charles Lannie
Joseph Charles Lannie (Boom, Anvers, 21 d'agost de 1881 - Berchem, Anvers, 3 de juny de 1958) va ser un gimnasta artístic belga que va competir a començaments del segle xx.
El 1920 va prendre part en els Jocs Olímpics d'Anvers, on guanyà la medalla de plata en el concurs complet per equips del programa de gimnàstica. En el concurs complet individual fou dinovè.